# Mauremont
Mauremont település Franciaországban, Haute-Garonne megyében. Lakosainak száma 333 fő (2022. január 1.). Mauremont Labastide-Beauvoir, Baziège, Montgaillard-Lauragais, Trébons-sur-la-Grasse, Varennes és Villenouvelle községekkel határos.

## Népesség
A település népességének változása:
| Lakosok száma | 135  | 151  | 178  | 289  | 325  | 334  | 323  | 317  | 322  | 333  |
|               | 1968 | 1982 | 1990 | 2006 | 2013 | 2015 | 2017 | 2019 | 2020 | 2022 |